# Frankie Ingrassia
Francesca Ingrassia, detta Frankie (Malibù, 14 agosto 1978) è un'attrice, regista, produttrice e sceneggiatrice televisiva e cinematografica statunitense di origini italiane.
È cresciuta a Los Angeles ed è conosciuta per il suo ruolo nel film Election di Alexander Payne.

## Filmografia parziale

### Cinema
- Election, regia di Alexander Payne (1999)

### Televisione
- X-Files - serie TV, episodio 6x08 (1999)
- Detective Monk - serie TV, episodio 4x05 (2005)
- Senza traccia (Without a Trace) - serie TV, episodio 4x17 (2006)
- Cold Case - Delitti irrisolti (Cold Case) - serie TV, episodio 6x06 (2008)
- The Mentalist - serie TV, episodio 1x20 (2009)
- Grey's Anatomy - serie TV, episodio 9x23 (2013)
- Bones - serie TV, episodio 10x11 (2015)
- Goliath - serie TV, 7 episodi (2016-2021)
- 9-1-1 - serie TV, episodi 8x09-8x10 (2025)

## Doppiatrici italiane
Nelle versioni in italiano delle opere in cui ha recitato, Frankie Ingrassia è stata doppiata da:
- Paola Majano in X-Files
- Micaela Incitti in Detective Monk
- Domitilla D'Amico in Senza traccia
- Antonella Baldini in Cold Case - Delitti irrisolti
- Roberta Greganti in The Mentalist
- Ida Sansone in Goliath
- Anna Cugini in 9-1-1